# Andrés Sánchez Magallanes
Coronel Andrés Sánchez Magallanes (San Antonio de los Naranjos, Tabasco, 30 de octubre de 1810 - Comalcalco, Tabasco, 21 de mayo de 1865) fue un militar mexicano, que se distinguió en la guerra contra los invasores franceses a lado del coronel Gregorio Méndez Magaña. Participó en la Batalla de El Jahuactal y en la Batalla del 27 de febrero de 1864 que culminó con la expulsión de los franceses de la capital tabasqueña.

## Primeros años
En sus años de juventud, Andrés Sánchez Magallanes, se desempeñó como peón de campo, posteriormente se dedicó a la exportación de maderas preciosas, trabajando en las monterías, ya que era la actividad principal de los habitantes del lugar, y que en ese entonces constituían una gran riqueza en el municipio de Cárdenas. Más tarde contrajo matrimonio con la señorita María Gallegos. Uno de sus hijos, Pedro Sánchez Magallanes participaría más tarde el la lucha revolucionaria a lado del general Ignacio Gutiérrez Gómez.

## Se alza en armas contra la intervención
Andrés Sánchez Magallanes fue el primer tabasqueño en alzarse en armas en contra de Eduardo González Arévalo quien comandaba a las fuerzas intervencionístas francesas que habían tomado la capital del estado San Juan Bautista. Desde San Antonio de los Naranjos (hoy Heroica Cárdenas), Sánchez Magallanes redactó un acta en el que defendía vigorosamente a la República, llamaba a la sedición, desconociendo al gobierno invasor y convocando a todos los pueblos y villas a luchar contra la intervención. 
El 6 de octubre de 1863 tomó las armas para iniciar la resistencia republicana en Tabasco, entre otras consideraciones, porque: 

«es muy necesario y muy preciso defender el territorio nacional, libertad e independencia que nos legaron los inmortales Hidalgo y Morelos en la proclamación y protesta que hicieron en el año de 1810»,
Andrés Sánchez Magallanes

Andrés Sánchez Magallanes desconocía a Arévalo y a las demás autoridades de él emanadas; excitaba al vecindario de Huimanguillo así como al de San Antonio de Los Naranjos y Otra Banda del Grijalva, «para que se únan a nosotros y nos ayuden a sacudir las cadenas de los opresores y recorran los pueblos de Comalcalco, Jalpa, Nacajuca y Cunduacán, para que reconozcan el sistema constitucional tal como es en realidad». 
Su llamado tuvo eco, dos días después, se alzaba en Comalcalco el coronel Gregorio Méndez Magaña, mientras que en Tacotalpa, hacía lo mismo el coronel Lino Merino, y el general Eusebio Castillo dejaba su finca en Pichucalco para unirse a la causa. 
Su participación fue decisiva en muchas batallas en diversas partes del estado, encontra de la intervención francesa en Tabasco y del Segundo Imperio Mexicano. La victoria tabasqueña sobre los franceses en el poblado del El Jahuactál sería decisiva.

## Batalla de El Jahuactal

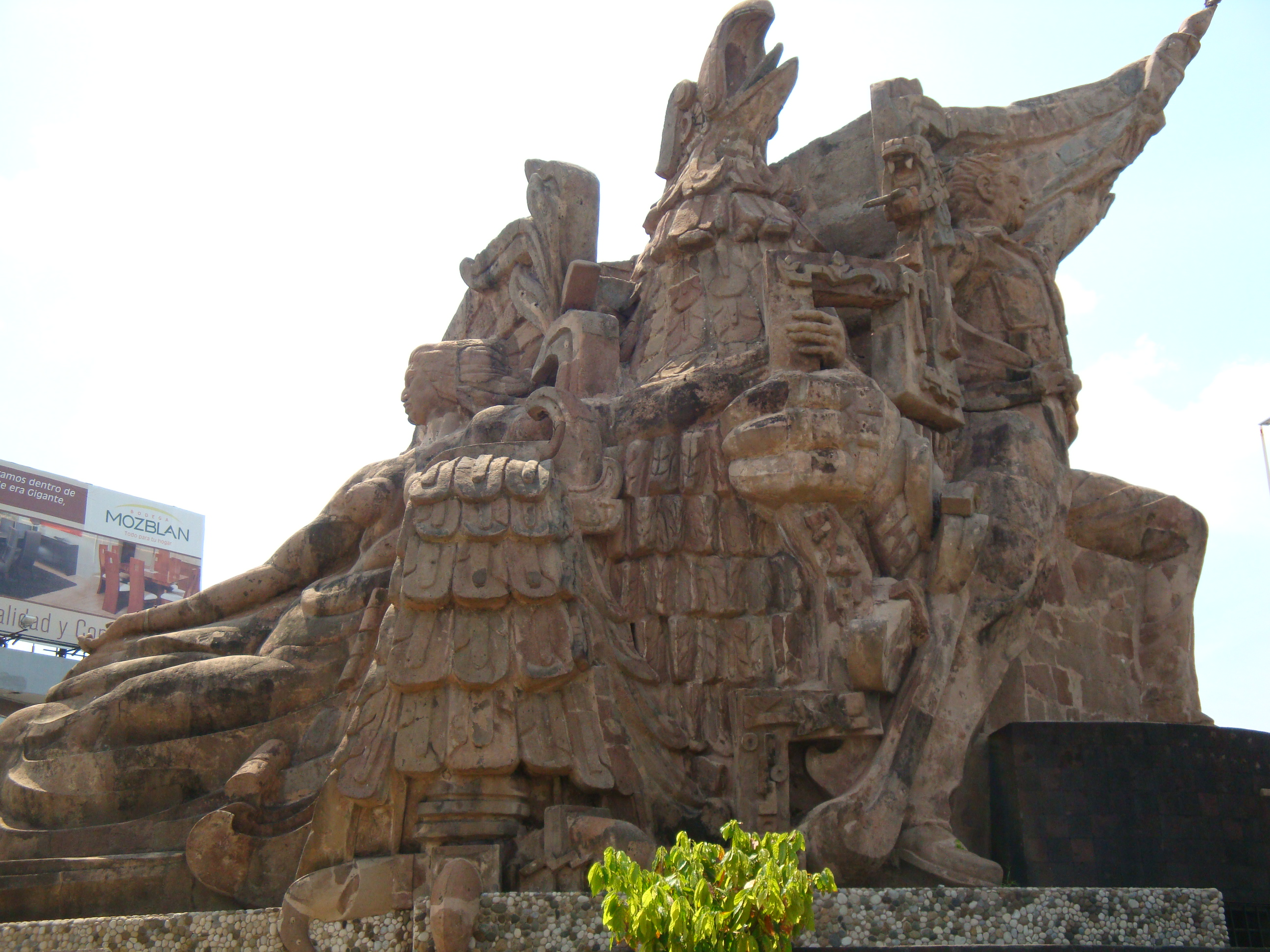
Monumento en honor al Coronel Andrés Sánchez Magallanes en la ciudad de Villahermosa, Tabasco.

Al enterarse del alzamiento del coronel Gregorio Méndez en Comalcalco, Sánchez Magallanes se le unió, juntando entre ambos 350 hombres para combatir a las fuerzas intervencionistas de Eduardo González Arévalo. Los liberales tabasqueños tomaron las poblaciones de Cárdenas, Comalcalco y  Cunduacán, para luego enfrentar a las tropas de Arévalo a quien derrotaron en la memorable Batalla de El Jahuactal en el municipio de Cunduacán.

## Toma de San Juan Bautista

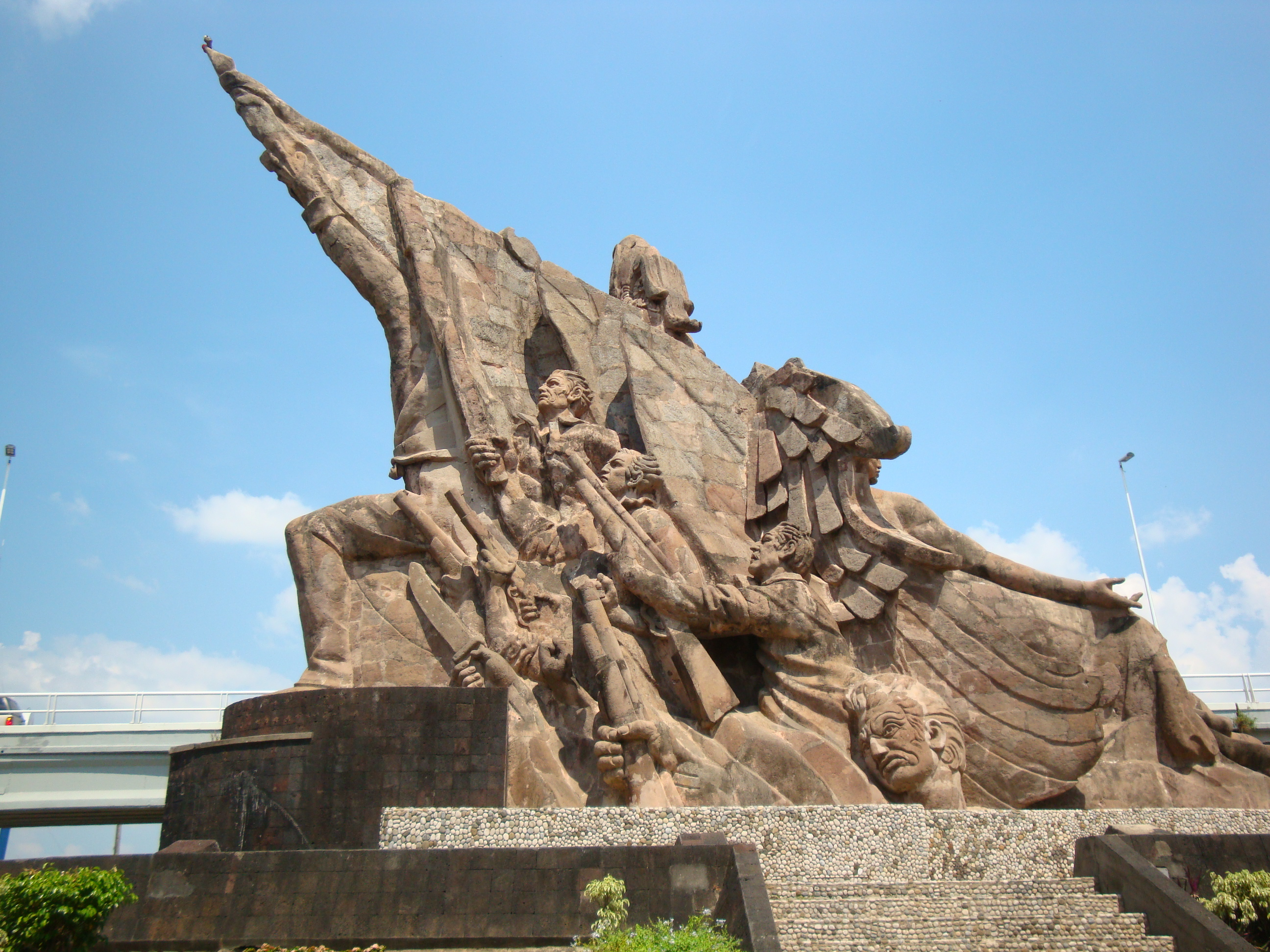
Cara posterior del mismo Monumento en honor al Coronel Andrés Sánchez Magallanes en la ciudad de Villahermosa, Tabasco.

Su participación y esfuerzo fueron decisivos para expulsar a las tropas invasoras francesas de la capital del estado San Juan Bautista (hoy Villahermosa), en la batalla del 27 de febrero de 1864, también conocida como la "Toma de San Juan Bautista", en donde participó como parte del Estado Mayor del ejército liberal tabasqueño a lado de otros destacados tabasqueños como Gregorio Méndez, Eusebio Castillo Zamudio, Lino Merino Marcín, Pedro Fuentes, Narciso Sáenz y otros muchos más. El sitio de la ciudad por las fuerzas liberales tabasqueñas, inició el 2 de diciembre de 1863, y culminaría hasta el 27 de febrero de 1864.

## Fallecimiento
Falleció en la ciudad de Comalcalco, el 21 de mayo de 1865. En reconocimiento de su lucha la cabecera municipal lleva el título de "Heroica Cárdenas". El H. Congreso del Estado de Tabasco lo declaró "benemérito de Tabasco".
Por sus méritos obtenidos en batalla, fue nombrado comandante general de la Guardia Nacional de Cárdenas y llegó a tener el grado de "coronel".

## Benemérito de Tabasco
El H. Congreso del Estado, declaró al Coronel Andrés Sánchez Magallanes Benemérito de Tabasco por su "valentía y enormes aportaciones para devolver la libertad al estado de Tabasco expulsando a quienes envueltos en una falacia, intentaron invadir y subyugar esta tierra...".
En su honor, el 20 de mayo de 1909, siendo Gobernador de Tabasco el general Abraham Bandala, la XVIII Legislatura del Congreso del Estado emite el decreto mediante el cual se le impone su nombre a la Barra de Santa Ana, nombrándola Villa y puerto de Sánchez Magallanes en el municipio de Cárdenas. Muchas calles y colonias de ciudades tabasqueñas, incluida la ciudad de Villahermosa llevan su nombre, el cual también está escrito en el Muro de Honor del Estado de Tabasco ubicado en Villahermosa, y fue el primer tabasqueño cuyo nombre fue escrito en letras de oro en el Congreso del Estado.
En la ciudad de Villahermosa se localiza un monumento en su memoria (que es de los más emblemáticos de la ciudad), su nombre está escrito en letras de oro en el salón de sesiones de la H. Cámara de Diputados del Estado, y existe un busto de él en la "Sala de Tabasqueños Ilustres" del recinto Legislativo del Estado.